# Хомо новус (фильм)
«Хо́мо но́вус» — советско-венгерский драматический художественный фильм режиссёра Паля Эрдёшша, снятый в 1990 году на киностудии «Мосфильм».

## Сюжет
Главная героиня фильма — учительница математики Галина Алексеевна (Ирина Купченко). Человек с непростым характером, она в одиночку воспитывает маленького сына, мучительно переживая из-за неустроенности своей личной жизни. Отношения женщины с учениками не менее напряжённы: уже в начале фильма школьники не скрывают своей неприязни к преподавательнице, которая, в свою очередь, отвечает им тем же.
Один из воспитанников Галины Алексеевны — замкнутый, погружённый в свой внутренний мир юноша по фамилии Серебровский, страдает нарушениями речи. Именно по этой причине он периодически отказывается отвечать на вопросы учительницы. Однако Галина Алексеевна реагирует на поведение Серебровского так, как будто он сознательно пытается вывести её из себя. Однажды, больше обычного задетая «демонстративным» молчанием молодого человека, женщина приходит в ярость и бьёт его по лицу. Сразу же после этого ученики решают объявить Галине Алексеевне войну, которую начинают с похода в горком КПСС с письменной жалобой. Далее следуют срывы уроков, обвинения в некомпетентности в присутствии заведующей городским отделом народного образования (гороно): «Вы вчера сумбурно объяснили теорему, поэтому мы не подготовились», обнародование личной жизни учительницы. По-своему ребята в чём-то правы, но в поисках справедливости, будучи увлечёнными травлей, они сами не замечают, как переходят границу дозволенного и совершают преступление.

## В ролях
| Актёр              | Роль |
| ------------------ | --- |
| Ирина Купченко     | Галина Алексеевна, учитель математики |
| Александр Лойе     | Ваня, сын Галины Алексеевны |
| Георгий Тараторкин | Александр Петрович, учитель географии, близкий друг Галины Алексеевны                                                                        |
| Римма Маркова      | Колчина, заведующая городским отделом народного образования (гороно)                                                                         |
| Анна Баженова      | Юля Загорина |
| Оля Стулова        | Катя Владыкина |
| Игорь Букатко      | Андрей Бабушкин |
| Даниил Иванов      | Валера Нёмушкин |
| Антон Белов        | Серебровский |
| Ирина Губанова     | директор школы |
| Сергей Гармаш      | секретарь горкома КПСС |
| Александр Мартынов | отец Вани |
| Любовь Полехина    | Любовь Григорьевна Сотник, заведующая отделом образования и науки горкома КПСС, курирует образование, одновременно подруга Галины Алексеевны |

## Награды
- В 1992 году на Международном кинофестивале в городе Троя (Португалия) актриса Ирина Купченко удостоилась приза за исполнение главной роли[1].